# کلبی‌گری
کلبی‌گری (به انگلیسی: cynicism) نگرش یا ذهنیتی است توأم با بدبینی و عدم اعتماد کلی نسب به انگیزه‌های دیگران. ممکن است کلبی‌گران ایمان یا امیدشان را نسبت به نوع بشر یا مردمانی که در پی جاه‌طلبی، پیروی از امیال، آزمندی، طلب قدردانی، ماده‌گرایی، رسیدن به اهداف و . . . هستند از دست داده باشند چون کلبی‌گران اصولاً این خصایص را پوچ، دست‌نیافتنی، یا بی‌معنی می‌دانند و مستحق تمسخر و سرزنش.  این اصطلاح از مکتب کلبیون در فلسفه یونان باستان نشئت می‌گیرد که همهٔ عقاید و رسوم زمانهٔ خود را، اعم از دین، اخلاق، مسکن، پوشاک، و نجابت، رد می‌کردند و در عوض فضیلت را در ساده‌زیستی آرمانی می‌جستند.